# Santa Cruz (band)
 For alternative betydninger, se Santa Cruz. (Se også artikler, som begynder med Santa Cruz)
Santa Cruz er et dansk Jazz, rock og fusionsorkester, som blev dannet i begyndelsen af 1980'erne. De fem nuværende medlemmer har alle sat sit præg på det danske musikliv gennem mange år, og alle deltager i flere forskellige musikalske projekter. Alligevel spiller de stadig sammen for at udfordre hinanden i deres helt specielle musikalske univers.
Santa Cruz består i 2025 af:
- Poul Halberg, (guitar)
- Hans Ulrik, (saxofoner)
- Frans Bak, (keyboard)
- Bo Stief, (basguitar)
- Klaus Menzer (trommer)

Bandet har indspillet en CD, der kun består af duoer, hvor alle spiller duo med alle.

## Historie
Santa Cruz startede oprindelig som et live-band, der turnerede i begyndelsen af 1980'erne. Frans Bak var hovedmanden bag det fusionsorienterede band, der bl.a. også talte Alex Riel, Poul Halberg, Jens Meldgård m.fl.
I 1984 indspillede de LP'en Daylight, der var inspireret af New York-miljøet – hvorfra coveret til LP'en også er hentet.
Bandet blev opløst i slutningen af 1980'erne, men blev gendannet i 2002 i forbindelse med bassisten Jens Meldgårds bisættelse. Man fandt 'gløden' igen og tog på en kort turné rundt i Danmark. I 2006 udgav man cd'en Crusin med genindspilninger af nogle af bandets klassikere. Bassisten Jens Meldgård var nu erstattet af Bo Stief.